# Adolf von Rabenhorst

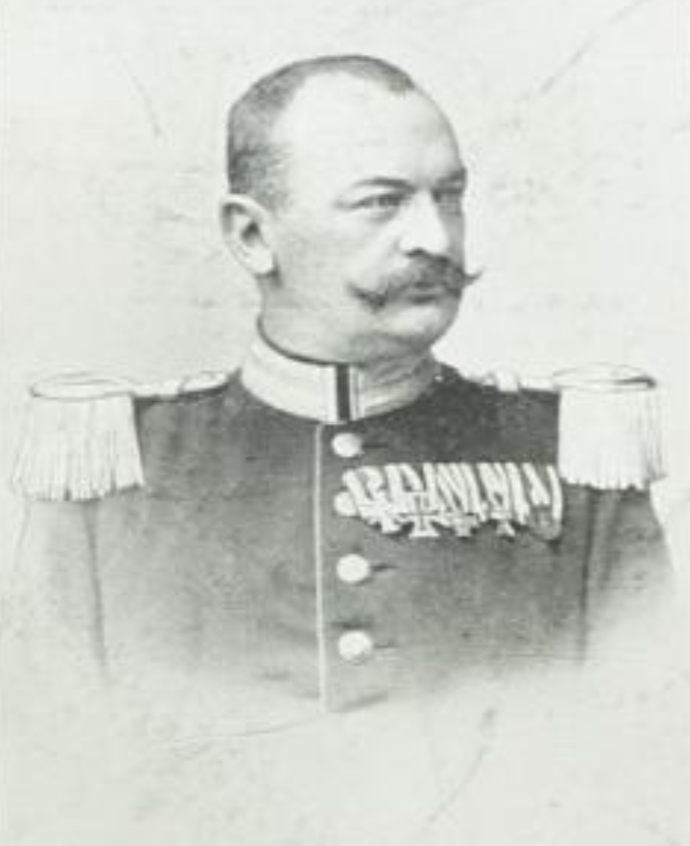
Adolf von Rabenhorst

Adolf Bernhard Rabenhorst, seit 1856 von Rabenhorst (* 25. Januar 1846 in Dresden; † 1. August 1925 in Niederlößnitz) war ein sächsischer General der Artillerie.

## Leben

### Herkunft
Er war der Sohn des späteren sächsischen Kriegsministers und Generals der Infanterie Bernhard Rabenhorst und dessen ihm 1841 in Dresden angetrauter Ehefrau Julie Luise, geborene Hörnig (1817–1865). Sein Vater war für sich und seine Nachkommen 1856 als Generalleutnant durch König Johann von Sachsen in den erblichen Adelsstand erhoben worden.

### Militärkarriere
Rabenhorst trat 1861 in die Sächsische Armee ein. Er nahm 1866 am Krieg gegen Preußen sowie 1870/71 am Krieg gegen Frankreich teil. Als Generalmajor (seit 1896) war er ab 1. April 1897 Kommandeur der 1. Feldartillerie-Brigade Nr. 12 und avancierte als Generalleutnant am 23. März 1901 zum Kommandeur der 2. Division Nr. 24. In Genehmigung seines Abschiedsgesuches wurde Rabenhorst am 16. Juni 1904 mit Pension und der Erlaubnis zum Tragen der Generalsuniform zur Disposition gestellt. Nach seiner Verabschiedung erhielt er am 21. August 1904 den Charakter als General der Artillerie.

### Familie

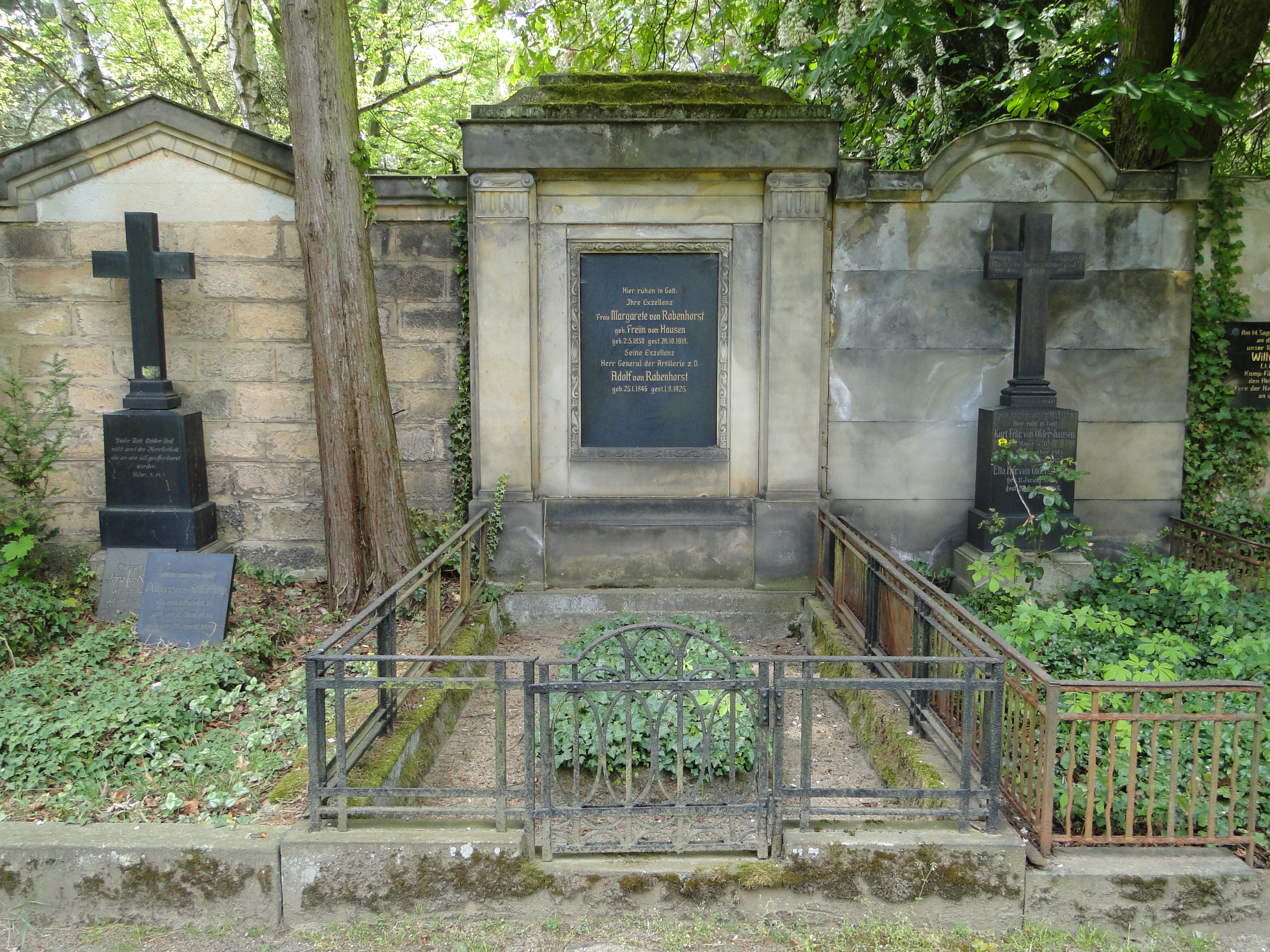
Grab von Adolf von Rabenhorst auf dem Dresdner Nordfriedhof

Er heiratete im 14. Oktober 1872 in Dresden Margarete Freiin von Hausen (1850–1918), Tochter des sächsischen Generalleutnant Ludwig von Hausen. Aus der Ehe gingen zwei Kinder hervor. Die Tochter Else (1873–1948) war mit dem Regierungsassessor Eduard Heusch (1866–1902) verheiratet. Der Sohn Bernhard (1878–1914) – verheiratet mir Irena von Metzsch (* 26. September 1891) – starb als sächsischer Hauptmann während des Ersten Weltkriegs im Lazarett in Sorinnes an der Westfront.
Rabenhorst wurde nach seinem Tod auf dem Dresdner Nordfriedhof beerdigt.